# Campobello Island
Campobello Island (französisch Île Campobello) ist eine in der Passamaquoddy Bay östlich von Lubec (Maine) gelegene, zu Kanada gehörende Insel im Charlotte County in der Provinz New Brunswick. Auf der etwas weniger als 40 km² großen Insel leben dauerhaft etwa 949 Einwohner (Stand 2021) in den Siedlungen Welshpool und Wilson’s Beach. Sie sind größtenteils Nachkommen von Ende des 18. Jahrhunderts hierher geflohenen Loyalisten.
Die einzige ganzjährige Straßenverbindung der kanadischen Insel besteht über die Franklin Delano Roosevelt Bridge nach Lubec im US-Bundesstaat Maine. Eine inländische Verbindung bildet die saisonal verkehrende Fähre von Welshpool nach Deer Island, das wiederum eine ganzjährige Fährverbindung auf das kanadische Festland hat.
Die Insel wird von vielen US-amerikanischen Touristen besucht, deren Hauptziel der Roosevelt-Campobello International Park sein dürfte. Weitere Sehenswürdigkeiten sind der in der Inselmitte gelegene Herring Cove Provincial Park und der Leuchtturm von East Quoddy Head im äußersten Norden. Die Familie des 32. Präsidenten der Vereinigten Staaten, Franklin D. Roosevelt (1933–1945), erwarb 1883 ein Haus, das sie im Sommer bewohnte. Roosevelt selbst bekam von seiner Mutter ein „Cottage“ mit 34 Zimmern geschenkt, in dem er Sommerurlaube verbrachte und das mit zur Benennung der Brückenverbindung zwischen den USA und Kanada nach ihm beitrug.